# Un plan diabolique

Un plan diabolique (A Dark Plan) est un téléfilm américain réalisé par Armand Mastroianni, et diffusé le 23 novembre 2012 sur Lifetime Movie Network.

## Synopsis
Le jour de son entrée à l'Université, Shane rencontre Brandon, son camarade de chambre et membre de son équipe de lutte. Très vite, ils deviennent très amis, au point de Brandon emmène Shane chez lui pour le week-end. Tout se passe très bien entre les deux colocataires jusqu’à ce qu'un autre membre de l'équipe fasse sous-entendre à Shane que Brandon se lient d'amitié très rapidement pour ensuite très rapidement oublier ses amis. Cela rappelle à Shane ce que son père lui répétait constamment qu'il « ne ferait rien de sa vie » et qu'il était « un bon à rien ». Shane se met alors à douter et commence à espionner Brandon, notamment en installant un logiciel espion sur son ordinateur. Lorsque Brandon s'en rend compte, il est furieux et décide de déménager. Puis, un jour alors que Brandon part en randonnée, Shane le rattrape et ils se disputent. Brandon tombe dans un ravin et alors que Shane a l'occasion de lui sauver la vie, il le laisse tomber après lui avoir demandé si son colocataire a parlé de leur différend à ses parents, ce qu'il n'avait pas fait. Shane décide alors d'aller à l'enterrement puis va voir les parents de Brandon qui décident de l'héberger. Rapidement, une relation amoureuse se développe entre Caren, la mère de Brandon, et Shane.

## Fiche technique
- Titre original : A Dark Plan
- Titre alternatif : Dark Desire
- Réalisation : Armand Mastroianni
- Scénario : Julie Lynch
- Photographie : Ben Kufrin
- Musique : Harry Manfredini
- Durée : 85 minutes
- Pays :  États-Unis
- Date de diffusion :
  -  France : 25 novembre 2013 sur TF1

## Distribution
- Kelly Lynch (VF : Laurence Bréheret) : Caren
- Nic Robuck : Shane
- Brian Borello (VF : Alexis Tomassian) : Brandon
- Nia Peeples (VF : Odile Schmitt) : Marta
- Michael Nouri (VF : Guy Chapellier) : Phil
- Mika Boorem (VF : Noémie Orphelin) : Erin
- Annie Abbott : Dee Dee
- Robert Amico : Paul
- Maude Bonanni : Rose
- Austin Brooks : Détective
- Denise Grayson : le docteur Maynard

Sources et légende : Version française selon le carton de doublage français.